# シビル・ウォーII
「シビル・ウォーII」（"Civil War II"）は、マーベル・コミックより出版された2016年のコミック・ブックのクロスオーバー・ストーリーラインである。2016年6月に始まったこのストーリーラインは2006年の「シビル・ウォー」の続編であり、ライターのブライアン・マイケル・ベンディスとアーティストのデヴィッド・マルケスとジャスティン・ポンソルによる全9号の同名の本編リミテッドシリーズと多数のタイイン誌で構成されている。決定論対自由意志の性質についての寓話として機能するこの物語は未来を予知する能力を備えた新たなインヒューマンのユリシーズを巡って争うキャプテン・マーベルとアイアンマンが率いるスーパーヒーローたちの対立が描かれている。シリーズは2016年のマーベル・スタジオの映画『シビル・ウォー/キャプテン・アメリカ』の公開に併せて刊行された。
ストーリーラインのプレリュードとして複数のコミック・ブック誌で「ロード・トゥ・シビル・ウォーII」と題されたストーリーが展開された。「シビル・ウォーII」では他にタイインとして新規のリミテッドシリーズ『シビル・ウォーII: アメイジング・スパイダーマン』、『シビル・ウォーII: チュージング・サイド』、『シビル・ウォーII: ゴッド・オブ・ウォー』、『シビル・ウォーII: キングピン』、『シビル・ウォーII: ユリシーズ』、『シビル・ウォーII: X-MEN』、ワンショット誌『シビル・ウォーII: アキューズド』、『シビル・ウォーII: フォールン』が刊行され、そのほかに多数のオンゴーイングシリーズでタイイン展開が行われた。またストーリーラインの後日談となるワンショット誌『シビル・ウォーII: オース』も刊行された。

## 出版史
2015年12月、マーベル・コミックは「シビル・ウォーII」の詳細を発表し、その中核となるミニシリーズはブライアン・マイケル・ベンディスがライター、デヴィッド・マルケスがアーティスト、ジャスティン・ポンソルがカラリスト、トム・ブレヴォートがエディターを務めることが明かされた。2016年6月に始まったこのシリーズは、国家安全保障と国民の自由を巡って対立するアイアンマンとキャプテン・アメリカ（スティーブ・ロジャース）を対戦させた2006年のストーリーライン「シビル・ウォー」の続編である。最初のシリーズでもエディターを務めたブレヴォートは「この企画はどちらの側も妥当かつ弁護の余地のある立場にあり、読者がどちらか一方を根本から支持し、どちらかが絶対的な正義か、あるいはまったくの間違いのように描かないことであった。取り扱う問題こそ異なるが、我々はシビル・ウォーIIに同じアプローチをとっている」と述べた。オリジナルの「シビル・ウォー」で『ニューアベンジャーズ』のタイインを執筆したベンディスは2006年のミニシリーズの作者であるマーク・ミラーとスティーブ・マクニーブンが断った後に就任した。

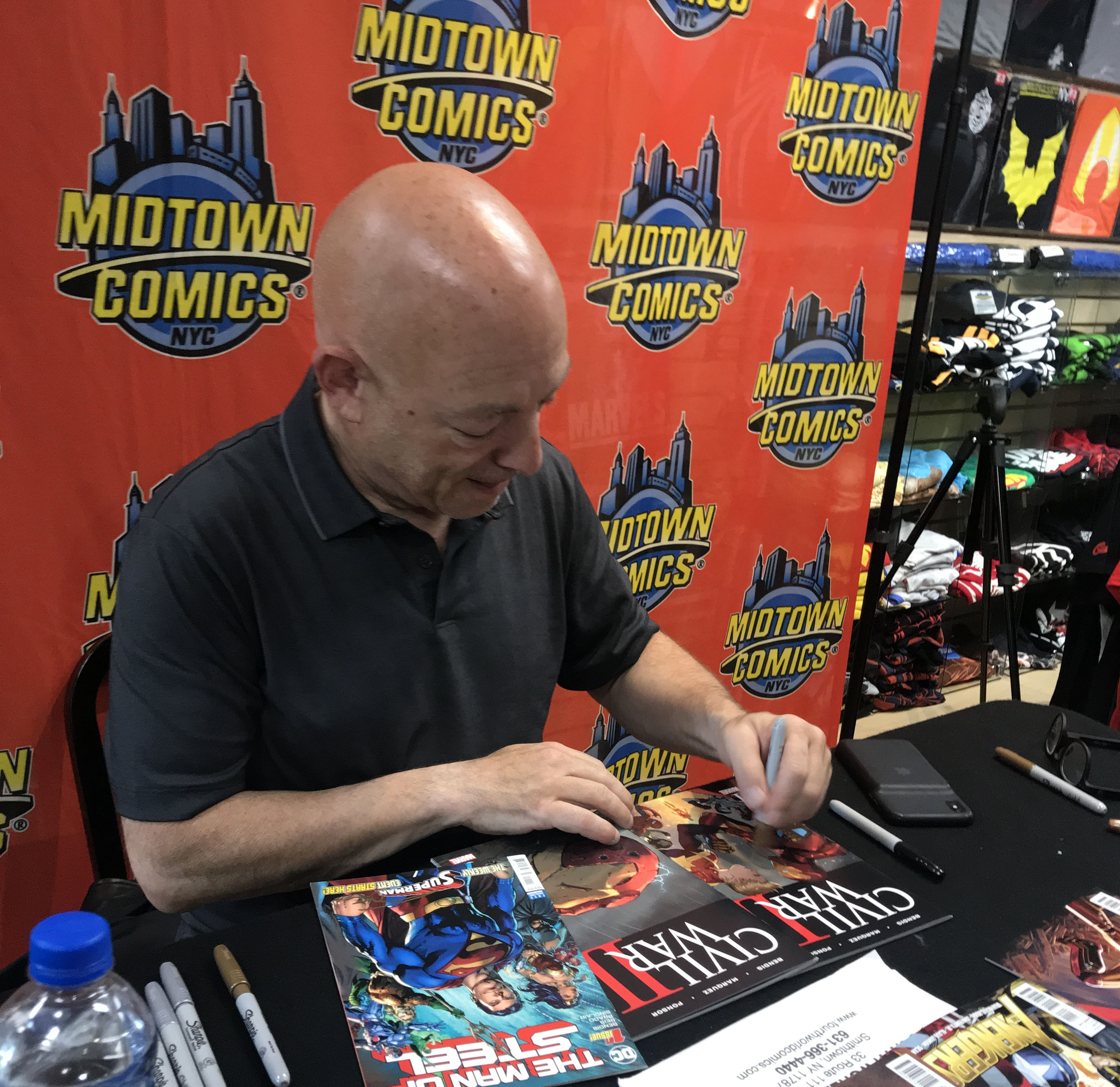
マンハッタンのミッドタウン・コミックスでミニシリーズの第1号にサインするライターのブライアン・マイケル・ベンディス。

続編のアイデアはマーベルが半年ごとに開催している編集会議で考案された。マーベル・コミックのエディター・イン・チーフであるアクセル・アロンソは数年の構想を要する他の主要なコミックストーリーとは異なり、「シビル・ウォーII」ではわずか3、4ヶ月しかなかったことを明かした。この急な準備期間は長編映画『シビル・ウォー/キャプテン・アメリカ』の2016年5月公開に併せるために必要なことであった。2016年1月に報じられたストーリー概要は、将来の出来事の結果を正確に予測する能力を持つ不思議な新キャラクターが登場し、キャプテン・マーベルの陣営はその情報を活用して将来の加害者を先に攻撃することでの犯罪阻止を提唱し、一方でアイアンマンの陣営は「罪を犯す前に罰を与えることはできない」と考えることでヒーロー勢力が分断し、ヒーローの1人が大事件の原因になると予想されたことをきっかけに他の者たちに苦渋の決断が強いられるというものであった。ベンディスは「人々の個人的な説明責任がこれのテーマだ。（中略）警官のカメラの扱いから、オンラインで会話し合う人々までだ」と述べた。「シビル・ウォーII」のプロットはベンディスマルケスが執筆するオンゴーイング誌『インビンシブル・アイアンマン』の第2シリーズで展開が始まった。
2016年3月、マーベルは反対派として登場するキャラクターを明らかにした。彼らはまた2つのスピンオフシリーズを発表した。『シビル・ウォーII: スパイダーマン』はクリストス・ゲージがライター、トラヴェル・フォアマンがアーティスト、『シビル・ウォーII: X-MEN』はカレン・バンがライター、アンドレア・ブロッカルドがアーティストを務める。バンは「この物語は「シビル・ウォーII」と同じ触媒によって動かされる。新たなパワーはインヒューマンズの中に現れる。このパワーはマグニートーの眼にはミュータント種にとって非常に危険となる可能性があるように写り、典型的なマスター・オブ・マグネティズムのやり方で、彼はそれを自分のものにすることにした。想像通り、それはとても簡単にインヒューマンとミュータントの間での戦争を始める可能性をもたらす。ストームはこれを見てマグニートーに対抗することにする。『シビル・ウォーII: アメイジング・スパイダーマン』ではスパイダーマンが予知能力を持つインヒューマンが責任を持ってその能力を使うのを助ける。ゲージは「ミニシリーズの過程で、インヒューマンは世界または宇宙を終わらせる種ではないが、1つのキャラクターが世界の終わりを意味する可能性があると予測する。それは力と責任、たとえ勝利したとしても失うこともある、あるいはただ失う状況に直面するという本当に古典的なスパイダーマンのテーマを扱っている」と詳述した。
2016年3月のシカゴ・コミック&エンターテインメント・エキスポでさらに2つのスピンオフシリーズを発表した。1つめは『シビル・ウォーII: チュージング・サイド』はデクラン・シャルヴェイによるアンソロジー誌であり、各号で異なるキャラクターが特集され、ニック・フューリーに関する包括的な物語が存在する。2つめは『シビル・ウォーII: ゴッド・オブ・ウォー』はダン・アブネットがライター、ルーク・ロスがアーティストを務め、ハーキュリーズが主役である。アブネットは「ハーキュリーズはとにかく全体に反発しているので、一方に肩入れするのではなく、自身と各人との友情という観点から個人レベルでさらに関与する予定だ。彼は1つ勢力に属したくない」と述べた。またマーベルは『オールニュー・ウルヴァリン』、『キャプテン・アメリカ: サム・ウィルソン』、『デッドプール』、『インビンシブル・アイアンマン』、『Ms.マーベル』、『ニューアベンジャーズ』、『ノヴァ』、『トータリー・オーサム・ハルク』、『アルティメッツ』、『アンキャニィ・インヒューマンズ』の計10タイトルがタイインとなることを発表した。
翌月、マーベルはマシュー・ローゼンバーグがライター、リカルド・ロペス・オルティスがアーティストを務める『シビル・ウォーII: キングピン』を発表した。ローゼンバーグは「何よりもまず、ウィルソン・フィスクは日和見主義者だ。彼の利己的な動機、残忍な外見、あるいは地域社会の柱として張り出している外面の下でさえ、彼は自分の利となる道を見抜き、それを選ぶ男だ（中略）彼はできることなら何でも手に入れたいと思っているし、どこまで物事を推し進めることができるのかを見てみたいと思っているのだ。彼はウィルソン・フィスクを躍進させるビジネスに従事し、新しいシビル・ウォーは彼にユニークな機会を提供する。彼はシビル・ウォーの利益者だ」と述べた。
2016年5月、マーベルはさらにベンディスとジム・チャンが執筆したフリー・コミックブック・デイ版のプレリュード・ストーリーとベンディスとオリビア・コワペルによる第0号を発表した。また同月にはアル・ユーイングがライター、ジェフ・テパロがアーティストを務める全3号のタイインシリーズ『シビル・ウォーII: ユリシーズ』の詳細を明かした。シリーズは「シビル・ウォーII」で中心となる未来を予測する能力を持つ新たなインヒューマンのユリシーズに焦点が当てられる。ユーイングはシリーズを「一種の前日譚」と説明し、「私たちはインヒューマンズの寺院の一種であるタワー・オブ・ウィズダムで、全てのものの欠陥を見抜くインヒューマン能を持つカーナックに訓練されるユリシーズを追う。カーナックの訓練方法はユリシーズが扱えるもの以上かもしれないが」と語った。翌月、アロンソは「シビル・ウォーII」がマーベル・ユニバースの新たな情勢を打ち立て、これは同社の2016年のマーベル・ナウ!リランチの一環として「デヴィデッド・ウィー・スタンド」のストーリーラインに表れると述べた。
2016年7月、マーベルはさらに3つのワンショット『シビル・ウォーII: アキューズド』、『シビル・ウォーII: フォールン』、『シビル・ウォーII: オース』を発表した。マーク・グッゲンハイムとラモン・バックスが手がける『シビル・ウォーII: アキューズド』は『シビル・ウォーII』第3号の内容から続いており、デアデビルが主任検事を務めるホークアイによるハルク殺害の裁判が描かれる。グッゲンハイムはこれをリーガルスリラーだと説明し、「マーベルには30ページのスコット・トゥロー小説だと言って売り込んだ。だがどうじにこれはコミックブックでもあるんだ」と述べた。グレッグ・パクとマーク・バグリーによる『シビル・ウォーII: フォールン』はハルクの葬式が描かれている。ニック・スペンサーとロッド・レイスによる『シビル・ウォーII: オース』は前作「シビル・ウォー」でアイアンマンとスティーブ・ロジャースの最後の会話を描いたエピローグ『シビル・ウォー: コンフェッション』第1号（2007年5月）に相当するエピローグストーリーである。『オーティス』ではアイアンマンとキャプテン・マーベルの双方が信頼する人物であるロジャースに焦点が当てられる。
2016年8月、ベンディスはマルケスに息子が生まれたことにより第5号が遅れたと述べ、またマーベルがシリーズを8号まで延長し、「過去数週間でデヴィッド（・マルケス）は1日あたり約1ページを提出しており、順調に復帰している。それでマーベルは私たちに8号目の許可を出したのだ。私はより良いエンディングを思いついたが、ページが必要だった。彼らが私たちに仕事をさせてくれたことにとても感謝している」と説明した。執筆遅れに従って残りの号も延期され、2016年12月に最終第8号が発売された。

## プロット
オハイオ州立大生のユリシーズ・カインがテリジェン・ミストに曝され、彼はインヒューマンに変異する。目覚めたユリシーズはディストピア的な未来の幻影を目にする。
数週間後、インヒューマンズは地球に侵攻してきたセレスティアル・デストラクターを倒すアベンジャーズを助ける。ユリシーズはアベンジャーズに侵攻を予知していたことを明かすと、アイアンマンは犯罪発生前に阻止する理論に抗議し、不満を露わにする。3週間後、サノスとの闘いでウォーマシンが死亡し、シー・ハルクも重傷を負う。彼らがユリシーズの予知能力を使ってサノスを待ち伏せしていたことを知ったアイアンマンは皆に2度とそれを使わせないと言い放つ。シー・ハルクは心停止に陥る間際にキャプテン・マーベルに未来のために戦うように頼む。
アイアンマンはインヒューマンズの本拠地のニューアティアランに侵入し、ユリシーズを拉致する。それに応じてインヒューマンズはスターク・タワーに押しかけるが、アベンジャーズによって止められる。騒動の拡大を防ぐため、彼らは共同してアイアンマンがユリシーズに実験を行っている秘密の施設を襲撃する。彼らが対峙する間、ユリシーズはハルクがアベンジャーズを皆殺しにする幻影を皆に見せる。
その後、ハルクの人間の姿であるブルース・バナーはユタ州アルパイン郊外にある研究所でキャプテン・マーベルの訪問を受ける。キャプテン・マーベルはバナーを外に連れ出し、そこにはアベンジャーズの面々が彼を待ち構える。一同が対峙する間、バナーはホークアイに射殺され、彼はすぐに逮捕される。
裁判にかけられたホークアイは数ヶ月前にバナーと面会し、もしも今度ハルク化する予兆があったならば殺すように頼まれたと証言する。ホークアイに無罪判決が下された後、アイアンマンは実験の結果を他のヒーローたちに知らせる。それによるとユリシーズの予知は確立計算に基づいたものであり、絶対的な未来の姿ではない。だが説得に応じないキャプテン・マーベルはアルティメッツ本拠地のトライスケリオンに戻り、ハイドラの工作員と予知された人物の捜査を続ける。そこでキャプテン・マーベル、アルティメッツ、アルファフライト、ストームのX-メンはアイアンマン、アベンジャーズ、マグニートーのX-メンと対立する。戦力で劣るキャプテン・マーベルはアイアンマン陣営が攻撃を仕掛けようとする際にガーディアンズ・オブ・ギャラクシーを呼び出す。
インヒューマンズもキャプテン・マーベル陣営の援軍に駆けつけ、そしてユリシーズはスティーブ・ロジャースを殺すマイルス・モラレスの幻影を見せる。アイアンマンとキャプテン・マーベルがモラレスの逮捕の是非を巡って議論する一方、ロジャースはモラレスに自分で決定する機会を与えて家に帰るように言う。モラレスが去るとマリア・ヒルはアイアンマン陣営の逮捕を宣言するが、ドクター・ストレンジにより彼らはニック・フューリーの隠れ家の1つへとテレポートで逃がされる。若手のアベンジャーたちは大人たちより先にモラレスを見つけるために隠れ家を抜け出す。一方でヒルはユリシーズが予知した場所であるアメリカ合衆国議会議事堂にモラレスが現れたという連絡を受ける。
ユリシーズは未知の未来の荒廃した土地にいる自分と老ウルヴァリンが会う幻影を見る。幻影のはずのウルヴァリンもユリシーズを認識しており、世界が荒廃した理由を問われた彼は、アイアンマンが「彼女を怒らせた」ためにインヒューマンズが地球を去ったと語る。幻影が終わるとユリシーズはインヒューマンズの女王メデューサに見た物について警告する。一方でロジャースは議事堂前のモラレスに近づき、ユリシーズの幻影について話し合う。
キャプテン・マーベルがモラレスを拘束するために現れると、アイアンマンは彼女に攻撃を仕掛ける。メデューサはユリシーズの幻影について他のヒーローに警告し、彼らは戦いを止めるために駆けつける。キャプテン・マーベルがアイアンマンに致命傷と思われる一撃を与えた後、ユリシーズは可能性の未来（様々なパラレルワールド）を示す複数の幻影を見せる。ユリシーズの能力の本質は「確定した未来の予知」ではなく、あらゆる可能性がある多次元宇宙へのリンクだったのである。ユリシーズは既に人間を超えて進化したと告げるエターニティに招かれて新たな宇宙的存在に与することとなる。事件後、キャプテン・マーベルはアメリカ合衆国大統領と面会し、スーパーヒーロー・コミュニティを未来に導くための無制限のリソースを提供される。

## タイトル一覧
| タイトル                         | イシュー                                | 作者                                                             |                                |
| ロード・トゥ・シビル・ウォーII   | ロード・トゥ・シビル・ウォーII          | ロード・トゥ・シビル・ウォーII                                   | ロード・トゥ・シビル・ウォーII |
| -------------------------------- | --------------------------------------- | ---------------------------------------------------------------- | ------------------------------ |
| All-New Wolverine                | #8–9                                    | トム・テイラー (W)、マルシオ・タカラ (A)                         |                                |
| Invincible Iron Man              | #7–11                                   | ブライアン・マイケル・ベンディス (W)、マイク・デオダート・Jr (A) |                                |
| Ms. Marvel                       | #7                                      | G・ウィロー・ウィルソン (W)、宮沢武史 (A)                        |                                |
| Ultimates                        | #7                                      | アル・ユーイング (W)、ケネス・ロカフォート (A)                   |                                |
| メインシリーズ                   |                                         |                                                                  |                                |
| Civil War II                     | Free Comic Book Day 2016 (Civil War II) | ブライアン・マイケル・ベンディス (W)、ジム・チャン (A)           |                                |
| Civil War II                     | #0–8                                    | ブライアン・マイケル・ベンディス (W)、デヴィッド・マルケス (A)   |                                |
| タイイン                         |                                         |                                                                  |                                |
| Civil War II: The Accused        | #1                                      | マーク・グッゲンハイム (W)、ラモン・バックス (A)                 |                                |
| Civil War II: Amazing Spider-Man | #1–4                                    | クリストス・N・ゲージ (W)、トラヴェル・フォアマン (A)            |                                |
| Civil War II: Choosing Sides     | #1–6                                    | 多数 (W)、デクラン・シャルヴェイ & 多数 (A)                      |                                |
| Civil War II: The Fallen         | #1                                      | グレッグ・パク (W)、マーク・バグリー (A)                         |                                |
| Civil War II: Gods of War        | #1–4                                    | ダン・アブネット (W)、エミリオ・ライゾ (A)                       |                                |
| Civil War II: Kingpin            | #1–4                                    | マシュー・ローゼンバーグ (W)、リカルド・ロペス・オルティス (A)   |                                |
| Civil War II: The Oath           | #1                                      | ニック・スペンサー (W)、ロッド・レイス (A)                       |                                |
| Civil War II: Ulysses            | #1–3                                    | アル・ユーイング (W)、ジェフテ・パロ (A)                         |                                |
| Civil War II: X-Men              | #1–4                                    | カレン・バン (W)、アンドレア・ブロッカルド (A)                   |                                |
| A-Force                          | #8–10                                   | ケリー・トンプソン (W)、パウロ・シケイラ (A)                     |                                |
| Agents of S.H.I.E.L.D.           | #7–10                                   | マーク・グッゲンハイム (W)、ジャーマン・ペラルタ (A)             |                                |
| All-New All Different Avengers   | #13–15                                  | マーク・ウェイド (W)、アダム・キューバート (A)                   |                                |
| All-New Wolverine                | #10–12                                  | トム・テイラー (W)、マルシオ・タカラ (A)                         |                                |
| Captain America: Sam Wilson      | #10–13                                  | ニック・スペンサー (W)、エンジェル・ウンズエタ (A)               |                                |
| Captain America: Steve Rogers    | #4–6                                    | ニック・スペンサー (W)、ジーザス・サイズ (A)                     |                                |
| Captain Marvel                   | #6–10                                   | タラ・バターズ (W)、ミシェル・ファゼカス (A)                     |                                |
| Deadpool                         | #14–18                                  | ジェリー・ダガン (W)、マイク・ホーソーン (A)                     |                                |
| Guardians of the Galaxy          | #11–13                                  | ブライアン・マイケル・ベンディス (W)、ヴァレリオ・スキチ (A)     |                                |
| International Iron Man           | #4                                      | ブライアン・マイケル・ベンディス (W)、アレックス・マリーヴ (A)   |                                |
| Invincible Iron Man              | #12–14                                  | ブライアン・マイケル・ベンディス (W)、マイク・デオダート・Jr (A) |                                |
| Mockingbird                      | #6–8                                    | チェルシー・ケイン (W)、ケイト・ニームチク (A)                   |                                |
| Ms. Marvel                       | #8–11                                   | G・ウィロー・ウィルソン (W)、宮沢武史 (A)                        |                                |
| New Avengers                     | #12–17                                  | アル・ユーイング (W)、ジェラルド・サンドオーヴァル (A)           |                                |
| Nova                             | #8–9                                    | ショーン・ライアン (W)、R・B・シルヴァ (A)                       |                                |
| Patsy Walker AKA Hellcat!        | #8                                      | ケイト・レス (W)、ブリトニー・ウィリアムズ (A)                   |                                |
| Power Man and Iron Fist          | #6–9                                    | デヴィッド・ウォーカー (W)、フラビアーノ・アルメンタロ (A)       |                                |
| Rocket Raccoon & Groot           | #8–10                                   | ニック・コッチャー (W)、マイケル・ウォルシュ (A)                 |                                |
| Scarlet Witch                    | #9                                      | ジェームズ・ロビンソン (W)、ジョエル・ジョーンズ (A)             |                                |
| Spider-Man                       | #6–10                                   | ブライアン・マイケル・ベンディス (W)、サラ・ピチェリ (A)         |                                |
| Spider-Man 2099                  | #13–16                                  | ピーター・デヴィッド (W)、ウィリアム・スリーニー (A)             |                                |
| Spider-Woman                     | #9–11                                   | デニス・ホープレス (W)、ハビエル・ロドリゲス (A)                 |                                |
| Squadron Supreme                 | #9–12                                   | ジェームズ・ロビンソン (W)、レオナルド・カーク (A)               |                                |
| Thunderbolts                     | #5                                      | ジム・ズブ (W)、ジョン・マリン (A)                               |                                |
| Totally Awesome Hulk             | #7–12                                   | グレッグ・パク (W)、アラン・デイヴィス (A)                       |                                |
| Ultimates                        | #8–12                                   | アル・ユーイング (W)、ケネス・ロカフォート (A)                   |                                |
| Uncanny Avengers                 | #13–14                                  | ジェリー・ダガン (W)、ライアン・ステグマン (A)                   |                                |
| Uncanny Inhumans                 | #11–14                                  | チャールズ・ソウル (W)、カルロス・パチェコ (A)                   |                                |
| Venom: Space Knight              | #11–12                                  | ロビー・トンプソン (W)、ジェラルド・サンドオーヴァル (A)         |                                |

## コレクテッドエディション
| タイトル                         | 収録内容 | 発売日            | ISBN              |
| -------------------------------- | --- | ----------------- | ----------------- |
| Civil War II                     | Civil War II 0–8, Free Comic Book Day 2016                                                                   | 2017年2月14日     | 978-1-302-90156-1 |
| Civil War II: Amazing Spider-Man | Civil War II: Amazing Spider-Man 1-4, material from Amazing Spider-Man (2014) 7-8                            | 2016年11月22日    | 978-1-302-90250-6 |
| Civil War II: Choosing Sides     | Civil War II: Choosing Sides 1-6                                                                             | 2016年11月22日    | 978-1-302-90251-3 |
| Civil War II: Fallout            | Civil War II: Ulysses 1-6, Civil War II: The Fallen 1, Civil War II: The Accused 1, Civil War II: The Oath 1 | 2017年4月4日      | 978-1-302-90239-1 |
| Civil War II: Gods of War        | Civil War II: Gods of War 1-4, Journey Into Mystery Annual (1965) 1                                          | November 22, 2016 | 978-1-302-90034-2 |
| Civil War II: Kingpin            | Civil War II: Kingpin 1-4, Amazing Spider-Man (1963) 51                                                      | 2016年11月29日    | 978-1-302-90253-7 |
| Civil War II: X-Men              | Civil War II: X-Men 1-4, Amazing Adventures (1970) 9                                                         | 2016年11月29日    | 978-1-302-90254-4 |

## 日本語版
| タイトル         | 収録内容                                   | 翻訳者     | 出版社             | ISBN           | 発売日        |
| ---------------- | ------------------------------------------ | ---------- | ------------------ | -------------- | ------------- |
| シビル・ウォーII | Civil War II 0–8, Free Comic Book Day 2016 | 御代しおり | ヴィレッジブックス | 978-4864914727 | 2020年3月28日 |